# Pedro Ibarra
Pour les articles homonymes, voir Ibarra.
Pedro Ibarra est un joueur argentin de hockey sur gazon né le 11 septembre 1985 à San Fernando. Il a remporté avec l'équipe d'Argentine la médaille d'or du tournoi masculin aux Jeux olympiques d'été de 2016 à Rio de Janeiro.